# Herman (hrabstwo Sheboygan)
Herman – miasto w Stanach Zjednoczonych, w stanie Wisconsin, w hrabstwie Sheboygan.